# Pavane de Decruck
Pour les articles homonymes, voir Pavane (homonymie).
La Pavane est une œuvre de la compositrice Fernande Decruck datant de 1933.

## Historique
Composée en 1933, la Pavane est la première œuvre connue de Fernande Decruck pour quatuor de saxophones. Elle est consacrée au quatuor de saxophones de la Garde républicaine. Fernande Decruck l'a arrangée pour d'autres combinaisons instrumentales, y compris pour un trio d'anches,,.